# Antanas Žukauskas

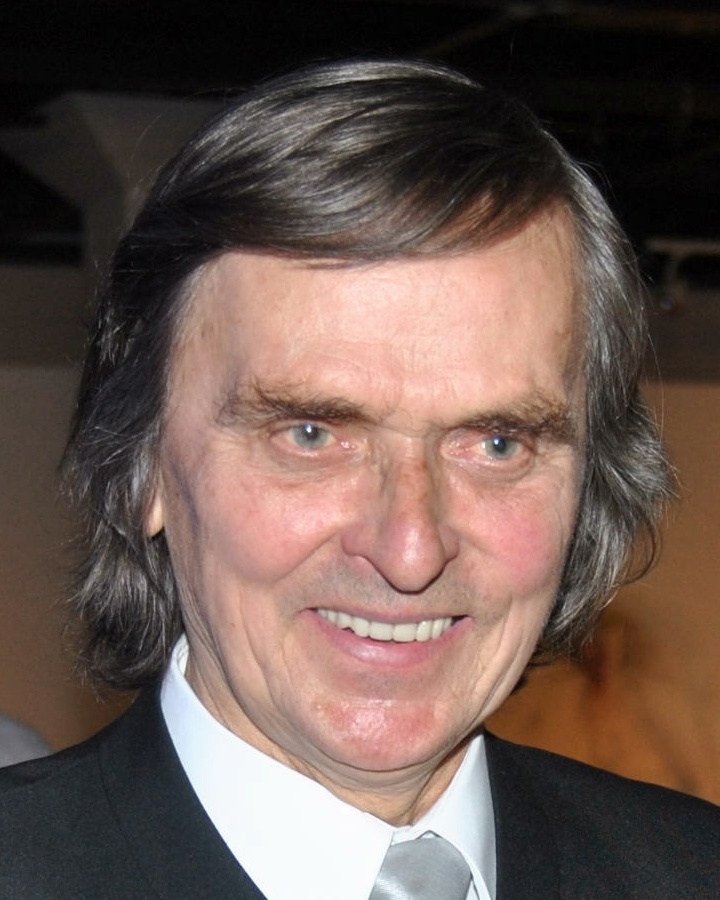
Antanas Žukauskas (2009)

Antanas Žukauskas (* 9. März 1939 in Pienionys, Rajongemeinde Anykščiai, Bezirk Utena; † 27. April 2022 in Vilnius) war ein litauischer Bildhauer, Medailleur und Grafiker.

## Werdegang
Antanas Žukauskas wuchs als jüngster von drei Brüdern in einer Bauernfamilie in dem Dorf Bikūnai bei Anykščiai auf, seine ältere Schwester starb 1942. Er besuchte von 1948 bis 1959 ein Gymnasium in Anykščiai. Von 1960 bis 1966 studierte er bei Juozas Kėdainis an der Kunstakademie Vilnius Bildhauerei. Von 1966 bis 1970 war Žukauskas für das Kulturministerium der Litauischen SSR tätig. Seit 1970 war er freischaffender Künstler und seit 1974 Mitglied der Litauischen Künstlervereinigung.
Seit 1964 hat Antanas Žukauskas an zahlreichen Kunstausstellungen in Litauen und im Ausland teilgenommen. Seine Arbeiten befinden sich in zahlreichen Museen, darunter das Litauische Kunstmuseum, das Litauische Nationalmuseum, die Stiftung der Litauischen Künstlervereinigung, das Vydūnas-Museum in Detmold, die Vatikanischen Museen, die Tretjakow-Galerie in Moskau und das Balzekas Museum of Lithuanian Culture in Chicago.
Žukauskas hat eine Vielzahl von Skulpturen und Reliefs für den öffentlichen Raum gefertigt. Dazu gehört der Skulpturenschmuck des Litauischen Nationaltheaters für Oper und Ballett in Wilna, zahlreiche Denkmale und Skulpturen, Grabsteine und Reliefs.
1984 fertigte Antanas Žukauskas eine Medaille zum 500. Todestag des litauischen Nationalheiligen Kasimir von Litauen mit dessen Porträt auf der Bildseite und einem Mariengebet auf der Rückseite. Diese Medaille war die einzige offizielle Medaille mit religiöser Thematik in der Sowjetunion. Žukauskas hat mehrere Münzen für die litauische Zentralbank Lietuvos bankas entworfen. Seine auch außerhalb Litauens bekanntesten Entwürfe sind die Bildseiten der litauischen Euromünzen mit dem Ritter Vytis („der Verfolger“) aus dem Wappen Litauens.
Antanas Žukauskas war mit der 1949 geborenen Rechtsanwältin Elena Žukauskienė verheiratet, das Paar hat einen Sohn und zwei Töchter.

## Werke (Auswahl)

### Bildhauerei
- Skulptur Mutterschaft (Motinystė) in Plungė (1972);
- Brunnenskulptur Pumpuras (Knospe), in Wilna (rosafarbener Granit, 1979);
- Anūkas im Skulpturenpark von Klaipėda (1985);
- zehn Skulpturen an der Fassade des Litauischen Nationaltheaters für Oper und Ballett in Wilna (Bronze, 1989);
- Denkmal für Jonas Basanavičius in Vilkaviškis (1996);
- Denkmal für Vincas Kudirka in Vilkaviškis (1998).[2]

### Münzen und Medaillen
- Silbermünze zu 50 Litų anlässlich des 5. Jahrestags der Unabhängigkeit (Bildseite, 1995);
- Silbermünze zu 50 Litų, 120. Geburtstag von Mikalojus Konstantinas Čiurlionis (1995);
- Silbermünze zu 50 Litų, Mindaugas (1996);
- Silbermünze zu 50 Litų, Gediminas (1996);
- Litauische Kursmünzen zu 1 Lats, 2 Lati und 5 Lati (1998 bis 2014);
- Bildseiten der litauischen Euromünzen (seit 2015).

Von Antanas Žukauskas entworfene Münzen I
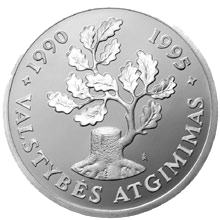
Silbermünze zu 50 Litų anlässlich des 5. Jahrestags der Unabhängigkeit (Bildseite, 1995)
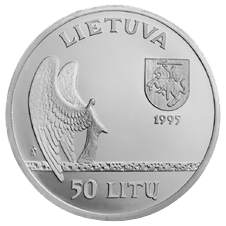
Silbermünze zu 50 Litų, 120. Geburtstag von Čiurlionis (Rückseite, 1995)
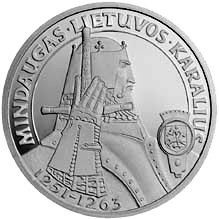
Silbermünze zu 50 Litų, Mindaugas (Bildseite, 1996);
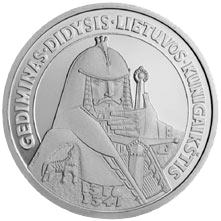
Silbermünze zu 50 Litų, Gediminas (Bildseite, 1996);
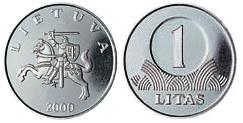
Litauische Kursmünze zu 1 Litas (1998 bis 2014)

Von Antanas Žukauskas entworfene Münzen II
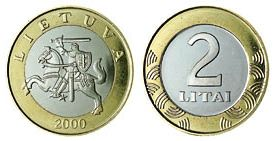
Litauische Kursmünze zu 2 Litai (1998–2014)
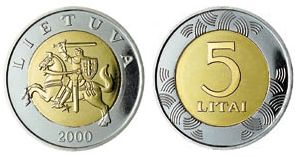
Litauische Kursmünze zu 1 Litai (1998–2014)
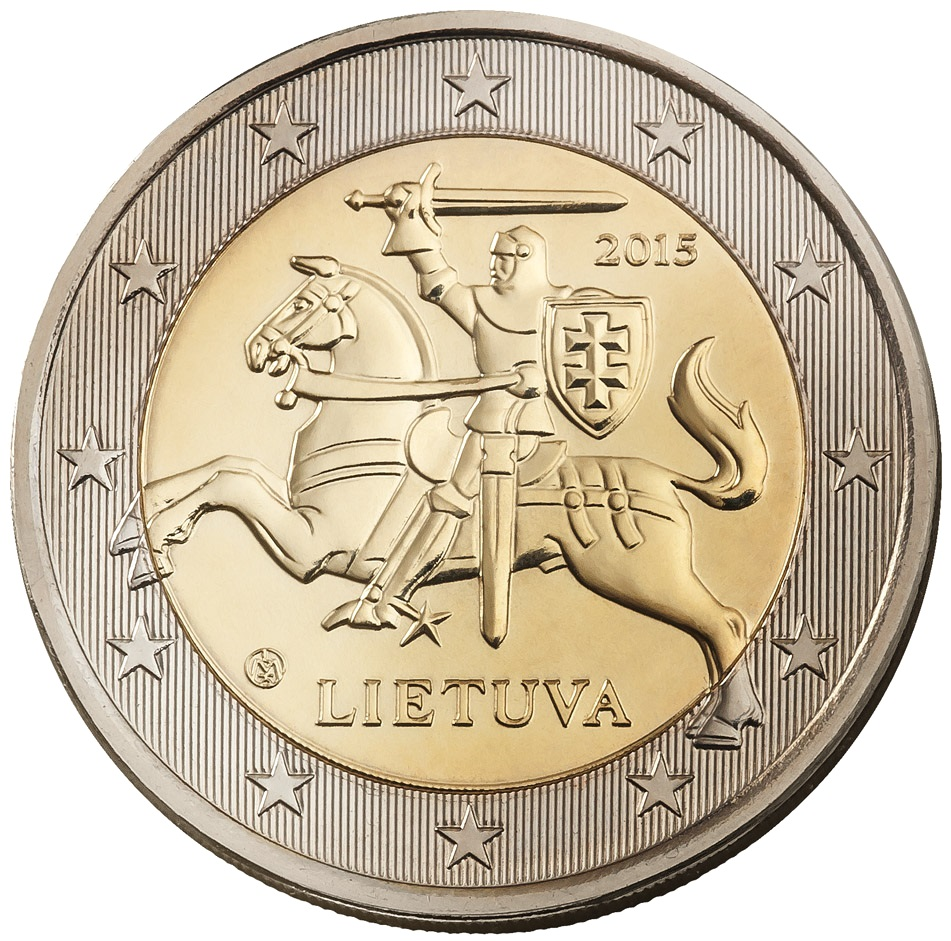
Litauische Kursmünze zu 2 Euro (seit 2015)

## Auszeichnungen
- Ritterkreuz des Ordens des litauischen Großfürsten Gediminas (2004);
- Kultur- und Kunstpreis der Regierung der Republik Litauen (2009).